# 이샤나 사라스바티
이샤나 사라스바티(Isyana Sarasvati, 1993년 5월 2일 ~ )는 인도네시아의 싱어송라이터이다. 포브스 선정 2019년 "30 언더 30 인도네시아", 2020년 "30 언더 30 아시아" 명단에 들었다.

## 음반 목록
- Explore! (2015)
- Paradox (2017)
- LEXICON (2019)
- ISYANA (2023)